# Christian Laval
Christian Laval (1953) es un investigador francés de la historia de la filosofía y de la sociología en la Universidad de París X Nanterre. Sus trabajos se centran en tres grandes temas: la historia del utilitarismo, la historia de la sociología clásica y la evolución de los sistemas de enseñanza.

## Trabajos
Christian Laval, doctor en sociología, es miembro de GÉODE (Groupe d’étude et d’observation de la démocratie, Paris X Nanterre/CNRS) y del Centro Bentham. Asimismo es investigador del Institut de recherches de la Fédération syndicale unitaire y miembro del consejo científico de Attac.
Especialista en la filosofía utilitarista de Jeremy Bentham ha traducido y presentado (con Jean-Pierre Cléro) la obra de Jeremy Bentham De l’ontologie et autres textes sur les fictions (Seuil, col. « Points», 1997). También redactó las notas y la nota final del Panóptico y de Escritos sobre la homosexualidad. Participa en la Revue du MAUSS con artículos relacionados con temas sociológicos.
L'Ambition sociologique es una introducción a los grandes autores de la sociología clásica. En L'Homme économique, Christian Laval intenta mostrar al mismo tiempo la lógica de la ideología neoliberal y de «resituarla en el largo plazo de la evolución de las mentalidades». Esta ideología, que «se afirma hoy en su pretensión de ser la única verdad social, al erigirse como única realidad posible», está en el origen de un fenómeno singular: la mutación del individuo en «homme économique».
En septiembre de 2011, Christian Laval, junto con otros investigadores de Institut de recherches de la FSU, publica La nouvelle école capitaliste. En este libro, los autores estudian las transformaciones contemporáneas del sistema educativo, que vinculan con la aparición del neoliberalismo educativo y con la aplicación en la escuela del New Public Management. Estas transformaciones que surgen de la creciente puesta en competencia de los establecimientos educativos y los alumnos, tendrían como consecuencia el aumento de las desigualdades sociales en la escuela y la segregación social y étnica entre establecimiento escolares, así como reducir la autonomía de los profesores.

## Publicaciones

### Libros
- Marx au combat (enlace roto disponible en Internet Archive; véase el historial, la primera versión y la última)., éditions Le Bord de l'Eau, colección Troisième Culture, 2012, 90 p.
- Jeremy Bentham: Le Pouvoir des fictions, PUF, col. « Philosophies», 1994, 124 p.
- L'Ambition sociologique (Saint-Simon, Comte, Tocqueville, Marx, Durkheim, Weber), La Découverte, col. « Recherches», 2002, 500 p.
- con Jean-Pierre Cléro, Le Vocabulaire de Bentham, Ellipses, col. « Vocabulaire de», 2002, 72 p.
- Jeremy Bentham, les artifices du capitalisme, PUF, col. « Philosophies», 2003, 127 p.
- La escuela no es una empresa: El ataque neoliberal a la enseñanza pública, Paidós, 2004, 401 p.
- con Régine Tassi, L'Économie est l'affaire de tous: Quelle formation des citoyens?, Syllepse, 2004, 142 p.
- con Jean Furtos (dir.), La Santé mentale en actes: De la clinique au politique, Erès, 2005, 357 p.
- con Régine Tassi, Enseigner l'entreprise: Nouveau catéchisme et esprit scientifique, Syllepse, 2005, 142 p.
- con Pierre Dardot y El Mouhoub Mouhoud, Sauver Marx? Empire, multitude, travail immatériel, Éditions La Découverte, 2007, 258 p.
- L'Homme économique: Essai sur les racines du néolibéralisme, Gallimard, col. « Nrf essais», 2007, 396 p.[9]
- con Pierre Dardot, La nouvelle raison du monde Archivado el 27 de mayo de 2010 en Wayback Machine., La Découverte, 2009, 504 p.[10]
- L'appel des appels, pour une insurrection des consciences, obra colectiva dirigida por Roland Gori, Barbara Cassin y Christian Laval, éd. Les mille et une nuits, Fayard, 2009
- La nouvelle école capitaliste (con P. Clément, G. Dreux et F. Vergne), La Découverte, 2011.
- Marx,Prénom: Karl (con Pierre Dardot), Gallimard essais, 2012
- Marx au combat, Le Bord de l'eau, 2012
- con Pierre Dardot, La nueva razón del mundo. Ensayo sobre la sociedad neoliberal, Gedisa, 2013.[11]
- con Pierre Dardot, Communs, Essai sur la révolution au XXIe siècle La Découverte, 2014
- con Pierre Dardot, La pesadilla que no acaba nunca. El neoliberalismo contra la democracia, 2016
- con Pierre Dardot, Dominar. Estudio sobre la soberanía del Estado de Occidente, 2020.

### Artículos
- « Penser le néolibéralisme. À propos de Les Habits neufs de la politique mondiale de Wendy Brown et de Néolibéralisme version française de François Denord» en La Revue internationale des livres et des idées, numéro 2, novembre-décembre 2007.

- « Mort et résurrection du capitalisme libéral» en Revue du MAUSS, numéro 29, 2007.

- << Marx y la utopía: una cuestión estratégica actual>> en Aragüés, J.M.-Arenas, L. (edit.) "Marx contemporáneo", Plaza y Valdés, Madrid, 2021